# Панина, Мария Родионовна
Графиня Мария (Анна-Мария) Родионовна Панина, урождённая Ведель (1746, Харьковская губерния — 23 апреля [4 мая] 1775) — фрейлина, вторая жена генерал-аншефа, сенатора графа Петра Ивановича Панина.

## Биография
Младшая дочь генерал-майора Родиона Кондратьевича Веделя (нем. Rüdiger von Wedel, умер в 1752 году) и Анастасии Богдановны Пассек, сестры одного из участников возведения на престол Екатерины II П. Б. Пассека. Детство провела вместе со старшей сестрой Анной в селе Вейделевке Воронежской губернии, где их воспитывала мать, набожная и благочестивая женщина.
По семейному преданию, незадолго до своей смерти в 1748 году Анастасия Богдановна Ведель вместе с дочерьми ездила на богомолье к Ахтырской иконе Божье Матери, которая во сне предрекла её близкую кончину, но пообещала быть матерью её дочерям. После смерти жены Родион Константинович приехал с дочерьми в Санкт-Петербург, где представил их императрице Елизавете Петровне, которая приняла их весьма благосклонно, и после смерти барона, оставила жить во дворце.
В 1762 году сёстры Анна и Мария были пожалованы императором Петром III во фрейлины. Вскоре Анна вышла замуж за графа З. Г. Чернышёва, а Мария стала второй женой генерал-аншефа, сенатора графа Петра Ивановича Панина. Свадьба состоялась 29 апреля 1767 года во дворце, но без пышных торжеств, на второй день супруги ужинали за столом императрицы Екатерины II.
Первое время своего супружества Мария Родионовна жила с мужем в Москве, а затем в Харькове. При красивой наружности она имела сильный характер, будучи набожной и добродетельной, одновременно была вспыльчивая, гордая и упрямая. Порой ей приходилось долго сожалеть о последствия своих необдуманных поступков и слов, произнесённых в гневе. Одним из её любимейших занятий была охота, и в родовом имении Паниных Дугине Смоленской губернии долго хранился принадлежавший её карабин.
Пётр Панин очень любил жену, и даже во время военных походов брал её с собой. Однако она не пользовалась расположением его многочисленной родни, не прощавшей ей её «капризов и нестерпимой спеси». Также её влиянию и неудовлетворённому самолюбию приписывали родственники Панина и его удаление в отставку в 1770 году, после недостаточного признания императрицей Екатериной II его военных заслуг в русско-турецкой войне. Княжна А. А. Куракина писала:

Она не так сотворена, чтобы быть чем-нибудь на свете довольной; для чего все способы употребила, чтобы принудить его (мужа) своё состояние переменить, о чём теперь может и сожалеет. Исполнил чрез это только прихоть своей никем не терпимой половины, которая ничем на свете не довольна, чрез что делает его навек несчастливым, а нам всем огорчения 

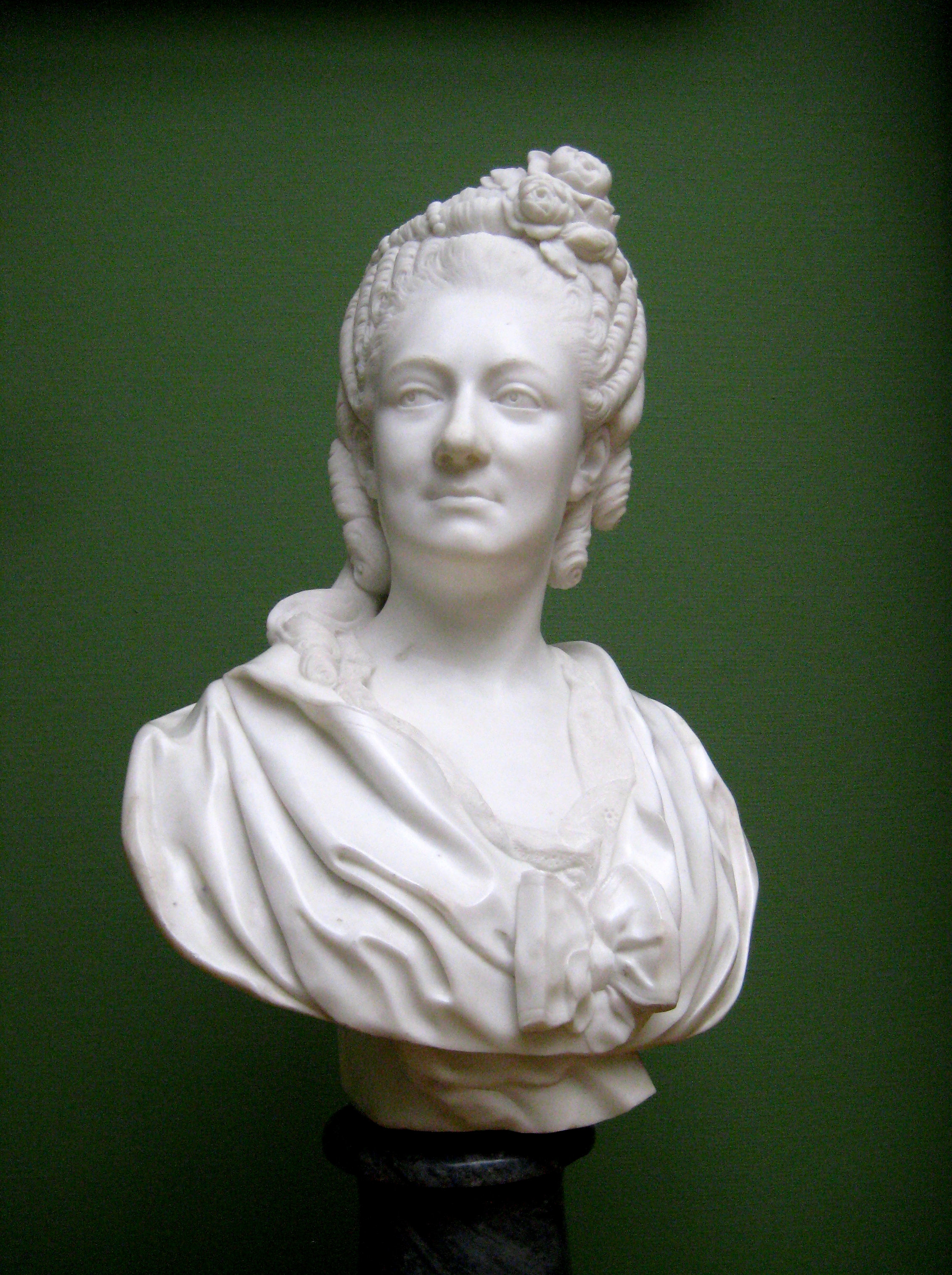
Знаменитый бюст работы Федота Шубина из собрания Русского музея

В 1770 году при рождении сына она писала деверю Н. И. Панину:

Есть ли какая надежда к получению мне из Петербурга несносной колдуньи, от которой однако же спасение жизни зависеть будет, или же мне оставаться придется без всякой помощи, на волю Божью. Знаю, что всё сие почтёте за малодушие и меня осудите; но воля ваша: здесь меня застращали трагическими рассказами о многих женщинах, без помощи умерших со здешними бабками, чего мне право не хочется.

Эти роды она благополучно пережила, но при родах 23 апреля 1775 года скончалась. Была похоронена в церкви Ахтырской Божьей Матери рядом с родителями.

## Семья
От первого брака у графа Панина было 17 детей, однако ни один из них не пережил отца. В браке с Марией Родионовной у него родилось ещё пятеро, но только двое из них пережили отца:
- Екатерина Петровна (1768—1776)
- Никита Петрович (1770—1837), дипломат и вице-канцлер.
- Софья Петровна (1772—1833), была помолвлена с Петром Ивановичем Новосильцевым; после с князем Дмитрием Фёдоровичем Козловским (ум. 1802), но отвергла этого пожилого жениха и выбрала себе мужа сама. В 1794 году стала женой сенатора Ивана Васильевича Тутолмина (1760—1839).

## Пушкин
В тетради А. С. Пушкина с черновыми набросками к «Медному всаднику» есть исторический анекдот, датированный 1831 годом и озаглавленный «Богородицыны дочки»:

Царевича Алексея Петровича положено было отравить ядом. Денщик Петра Первого Ведель заказал оный аптекарю Беру. В назначенный день он прибежал за ним, но аптекарь, узнав, для чего требуется яд, разбил склянку об пол. Денщик взял на себя убиение царевича и вонзил ему тесак в сердце. (Всё это мало правдоподобно). Как бы то ни было, употребленный в сем деле денщик был отправлен в дальную деревню, в Смоленскую губернию. Там женился он на бедной дворянке из роду, кажется, Энгельгардовых. Семейство сие долго томилось в бедности и неизвестности. Впоследствии времени Ведель умер, оставя вдову и трех дочерей. Об них напомнили императрице Елисавете. Она не знала, под каким предлогом вытребовать ко двору молодых Ведель. Князь Одоевский выдумал сказку о богородице, будто бы явившейся к умирающей матери и приказавшей ей надеяться на её милость. Девицы призваны были ко двору и приняты на ноге фрейлин. Они вышли замуж уже при Екатерине: одна за Панина, другая за Чернышева (Анна Родионовну, умершая в прошлом 1830 году), третья не помню за кем.
— А.С.Пушкин. Собрание сочинений в 10 томах.